# 滴度
滴度（英語：titer）又稱為滴定量、滴定度、滴定濃度、效价、力價，是滴定分析化學中濃度的表示方式。當滴定分析將一序列的稀釋標準溶液，逐滴加入被分析溶液後，由特定指標的變化來確定滴定反應終點，仍能得到陽性結果的最大稀釋因數就是滴度。常用比例來表示，如：1:256。
滴度一般作为生物活性物质或化学物质的计量指标，生命科学中常用来描述抗体、抗原、疫苗、病毒、噬菌体的计量值。如上述比例1:256用于抗血清的效价，即表示抗血清稀释256倍时，仍能产生可观察到的标准免疫反应；又如评估疫苗保护效力时，常用中和抗体滴度水平作为衡量指标，尽管
T细胞免疫、抗体依赖的细胞毒性免疫也都很重要。